# 高原けんじ
高原 けんじ（たかはら けんじ）は、日本の4コマ漫画家。

## 人物
主に芳文社の漫画雑誌にて執筆している。
同社の『本当にあったまる生ここだけの話』では、2013年2月号から2014年7月号まで安斎かなえと共に表紙イラストを担当していた。

## 作品リスト
- 天然一族 『まんがタイムオリジナル』（芳文社）
- 花咲だより 『まんがタイムオリジナル』（芳文社）

## 単行本
- 我こそ玉子王子（芳文社、2017年9月25日発行）ISBN 978-4-8322-3571-7